# چرخ‌ریسوک بلوط
چرخ‌ریسوک بلوط (نام علمی: Baeolophus inornatus) نام یک گونه از تیره چرخ‌ریسکان است.